# روساو (زاکسن-آنهالت)
روساو (به آلمانی: Rossau) یک منطقهٔ مسکونی در آلمان است که در استربورگ (آلتمارک) واقع شده‌است. روساو ۴۲۹ نفر جمعیت دارد.